# ریپ تورن
ریپ تورن (به انگلیسی: Rip Torn) (زادهٔ ۶ فوریهٔ ۱۹۳۱ – درگذشته ۹ ژوئیهٔ ۲۰۱۹) هنرپیشه، صداپیشه و کمدین اهل ایالات متحده آمریکا بود. وی از سال ۱۹۵۶ تا ۲۰۱۶ میلادی مشغول فعالیت بود.

## فیلم‌شناسی

### سینما
- بیبی دال (۱۹۵۶)
- شاهنشاه (۱۹۶۱)
- پرنده شیرین جوانی (۱۹۶۲)
- بچه سینسیناتی (۱۹۶۵)
- میدستون (۱۹۷۰)
- مردی که به زمین سقوط کرد (۱۹۷۶)
- کما (۱۹۷۸)
- اغوای جو تاینن (۱۹۷۹)
- سرزمین مرکزی (۱۹۷۹)
- کراس کریک (۱۹۸۳)
- گرمای شهر (۱۹۸۴)
- ترانه‌سرا (۱۹۸۴)
- آبجو (۱۹۸۵)
- نادین (۱۹۸۷)
- پلیس آهنی ۳ (۱۹۹۳)
- فراتر از قانون (۱۹۹۳)
- جایی که رودخانه‌ها (۱۹۹۳)
- چطور یک لحاف آمریکایی را می‌سازند (۱۹۹۵)
- برای بهتر یا بدتر (۱۹۹۵)
- پایین پریسکوپ (۱۹۹۶)
- آزمون و خطا (۱۹۹۷)
- هرکول (۱۹۹۷)
- مردان سیاه‌پوش (۱۹۹۷)
- نفوذی (۱۹۹۹)
- پسران شگفت‌انگیز (۲۰۰۰)
- فردی انگولک شد (۲۰۰۱)
- مردان سیاه‌پوش ۲ (۲۰۰۲)
- مدح (۲۰۰۴)
- داج بال: داستان یک بازنده واقعی (۲۰۰۴)
- خواهران (۲۰۰۵)
- ماری آنتوانت (۲۰۰۶)
- بزرگنمایی (۲۰۰۶)
- فیلم زنبور (۲۰۰۷)
- اوت (۲۰۰۸)
- اشک‌های شادی (۲۰۰۹)
- گاوچران آمریکایی (۲۰۰۹)

### تلویزیون
- آلفرد هیچکاک تقدیم می‌کند (۱۹۵۷ و ۱۹۶۱)
- دکتر کیلدر (۱۹۶۲ و ۱۹۶۴)
- بونانزا (۱۹۷۱)
- گربه روی شیروانی داغ (۱۹۸۴)
- غرب رؤیایی (۱۹۸۶)
- صبح آوریل (۱۹۸۸)
- ستوان کلمبو (۱۹۹۱)
- ویل و گریس (۲۰۰۲)
- ۳۰ راک (۲۰۰۷ تا ۲۰۰۹)

### بازی ویدئویی
- هرکول (۱۹۹۷)
- خدای جنگ ۳ (۲۰۱۰)